# Billy McClure
William James S. M. McClure (Liverpool, 1958. január 4. – ) új-zélandi válogatott labdarúgó. 

## Pályafutása

### Klubcsapatban
Liverpoolban született az Egyesült Királyságban. 1974 és 1977 között a Liverpool tartalékcsapatában szerepelt. 1977-ben Iránba igazolt a Persepolis együtteséhez, ahol kis ideig játszott, majd visszatért Angliába. 1979-ben Új-Zélandra költözött, ahol 1979-től 1983-ig a Mount Wellington játékosa volt, melynek színeiben 1979-ben, 1980-ban és 1982-ben új-zélandi bajnoki címet szerzett. 1983 és 1987 között a Papatoetoe csapatát erősítette. 1988 és 1997 között ismét a Mount Wellington játékosa volt. 

### A válogatottban
1981 és 1986 között 30 alkalommal szerepelt az új-zélandi válogatottban és 5 gólt szerzett. 1981. szeptember 1-jén mutatkozott be egy India elleni 0–0-ás döntetlen alkalmával. Részt vett az 1982-es világbajnokságon, de nem lépett pályára egyik csoportmérkőzésen sem.

## Sikerei, díjai
Mount Wellington
- Új-zélandi bajnok (3): 1979, 1980, 1982